# Barbatien de Ravenne
Saint Barbatien (Ve ou VIe siècle) est un prêtre et confesseur à Ravenne en Émilie-Romagne .
Il aurait été le père spirituel de l'impératrice Placidia Augusta.
Barbatien est fêté le 31 décembre en Occident et en Orient.